# كيفن أش
كيفن أش (بالإنجليزية: Kevin Ash)‏ هو صحفي بريطاني، ولد في 10 ديسمبر 1959 في إيلفورد ‏ في المملكة المتحدة، وتوفي في 22 يناير 2013 في جورج في جنوب أفريقيا.

## وصلات خارجية
- الموقع الرسمي